# Zaid Khater
Zaid Khater (en arabe : زيد خاطر), né le 7 novembre 2001 à Alexandrie, est un gymnaste artistique égyptien.

## Carrière
Chez les juniors, Zaid Khater remporte cinq médailles aux Championnats d'Afrique de gymnastique artistique 2018 à Swakopmund : une médaille d'or par équipes et quatre médailles d'argent au concours général individuel, aux anneaux, aux barres parallèles et au sol.
Il est médaillé d'or aux barres parallèles et médaillé d'argent par équipes aux Jeux africains de 2019 à Rabat.
Il obtient ensuite la médaille d'argent du concours général individuel aux Championnats d'Afrique de gymnastique artistique 2021 au Caire.
Il remporte la médaille d'or du concours par équipes aux Championnats d'Afrique de gymnastique artistique 2022 au Caire ainsi qu'aux Championnats d'Afrique de gymnastique artistique 2023 à Pretoria.